# 大卫会堂 (浦那)

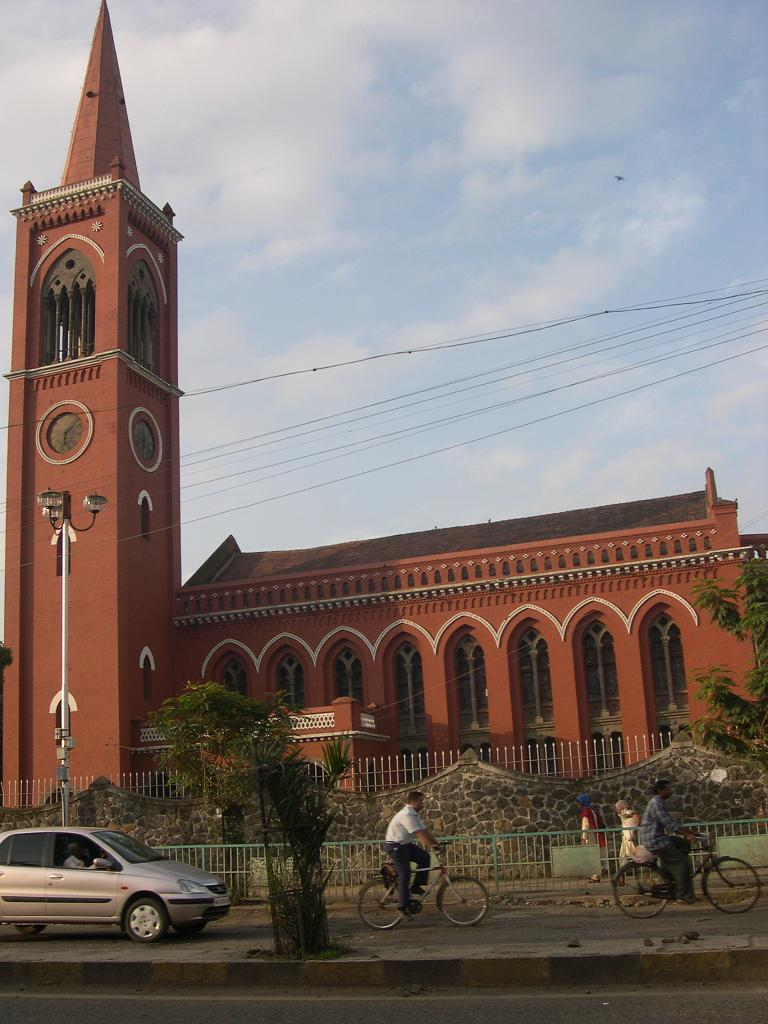
大卫会堂

大卫会堂（Ohel David Synagogue，又名Lal Deval）是印度浦那的一座犹太会堂，位于 Moledina 路。它由慈善家大卫·沙逊于1863年开始建造，并于1867年由他的继任者完成。其建筑风格为英国哥特式，由亨利·圣克莱尔·威尔金斯（Henry Saint Clair Wilkins）设计。其红砖结构类似于教堂。其钟楼高达90英尺，悬挂的大钟来自伦敦。
大卫会堂是印度文化遗产的重要组成部分，是一处着名的旅游景点。
大卫会堂是亚洲最大的犹太会堂（除以色列之外）。